# 2018年飓风奥利维亚
飓风奥利维亚（英語：Hurricane Olivia）最高达到四级飓风标准，2018年9月中旬以弱热带风暴强度吹袭夏威夷州，引发重大洪灾和风灾，还是有纪录以来首个登陆茂宜島和拉奈島的熱帶氣旋。奥利维亚是2018年太平洋颶風季第15个获名热带气旋，第九场飓风和第六场大型飓风。
9月1日墨西哥西南近海形成热带低气压，虽因东北向风切变发展受阻，但还是在次日升级热带风暴并获名。奥利维亚9月3日开始快速增强，9月5日达到首波强度高峰，接近三级飓风上限。气旋不久开始减弱，但9月6日出人意料地再度强化并于7日达到最大持续风速每小时215公里、气压951毫巴（百帕，28.08英寸汞柱）最高强度。风暴六小时后又开始减弱，9月8日在西经140度线以东降至一级飓风标准，9月9日进入中太平洋并继续消退。奥利维亚成型后基本在副热带高壓脊推动下朝西面和西北移动，9月12日降级热带风暴，并因信風转向西南偏西。气旋当天以风力时速75公里强度短暂登陆茂宜島和拉奈島，离开夏威夷群岛后强度几经波动，最后在9月14日转变成后热带气旋，几小时后便消退成低壓槽。
奥利维亚逼近夏威夷群岛期间，夏威夷縣、歐胡島、茂宜县、考艾縣接获热带风暴观察预警和警告。为启用应急灾害基金和管理机制，气旋登陆前夏威夷州州长戴维·伊艺便宣告夏威夷县、茂宜县、卡拉沃县、可爱县、檀香山市縣为灾区。基本只有茂宜县与瓦胡岛风力达到热带风暴强度，两地降下倾盆大雨，并以毛伊岛西威鲁埃基328毫米的雨量最高。毛伊岛树木倒塌并发生重大洪灾，成千上万人家中停电。洪水把瓦砾冲上路面，部分路段损伤严重，特别是沿线路肩悬崖遭洪水侵蚀的下霍纳皮拉尼路，2021年还在修理。霍诺科豪谷的同名溪流水位上涨超过4.6米，淹没桥梁和十余户民居。洪水卷走房屋和运输工具，山谷一个多星期没有饮用水。谷内向居民供水的沟渠在风暴期间受损，维修成本30至40万美元，2020年5月才完成。摩洛凱島数百居民失去供电，檀香山约有1100户。大量降雨导致瓦胡岛管道不堪重负，未处理的污水流入卡帕拉玛溪和檀香山港。美国总统唐納·川普为协助应急救灾响应宣告夏威夷州为灾区，奥利维亚共在该州造成2500万美元损失。

## 发展历程
飓风奥利维亚源自8月26日西南加勒比海上空形成的扰动天气，这股扰动向西穿越中美洲，数天后进入东太平洋。此后两天扰动天气的雷暴更加活跃，8月31日清晨墨西哥西南近海数百英里处已形成大范围低气压区。大氣對流围绕中心组织，美国国家飓风中心宣布墨西哥曼萨尼约西南约650公里海域在协调世界时9月1日午夜0点形成热带低气压。气旋所在海面温度高，但9月1日因东北向风切变制约无法增强。热带低气压形态狭长、结构混乱，但中心上空及西侧的对流逐渐增长，于协调世界时9月2日午夜0点在墨西哥卡沃圣卢卡斯以南约835公里洋面升级热带风暴并获名“奥利维亚”。
北面的副热带高壓脊存在薄弱环节，不久便促使奥利维亚向西北移动。9月3日，风切变令气旋下层中心移至上层对流北侧和东北。9月3日清晨风切变减弱，奥利维亚开始快速增强，还因高压脊强化转朝正西前进。风暴内层核心增强，带状特征当天大幅增长。微波图像显示中心密集雲團區下方呈现不规则的風眼。UTC9月4日0点，奥利维亚在卡沃圣卢卡斯西南925公里处升级一级飓风。系统继续强化，UTC9月5日0点达到首波强度高峰，每小时205公里的最大持续风速已至三级飓风范围，气旋中心密集雲團區内呈现30至35公里宽的清晰风眼。海面温度下降、风切变增多、干燥空气侵蚀令风暴达到三级飓风强度后不久就开始减弱，北侧风眼墙瓦解，西北象限对流受侵蚀。UTC9月5日0点，奥利维亚降至二级飓风下限，气象模型预测气旋会因空气干燥、海面温度低继续减弱，但系统出人意料地再度增强。飓风的风眼此时还不均匀，上层对流偏移。次日风暴增强，UTC9月6日12点再达大型飓风标准。UTC9月7日0点，奥利维亚在卡沃圣卢卡斯以西约2035公里达到一分钟最大持续风速每小时215公里、最低中心气压951毫巴（百帕，28.08英寸汞柱）最高强度，已是四级飓风标准。奥利维亚发展成环状飓风，风眼没有云层遮挡，周围的中央密集云区对称且呈环形。
海面温度降至25至26摄氏度，与下到中层的干燥空气共同导致飓风达到最高强度后不久便再度减弱。副热带高压脊促使气旋继续向西北偏西移动，在逼近中太平洋的同时逐渐消退，云顶回暖，风眼温度下降。9月8日中午，副热带高压脊增强令飓风转朝正西移动。奥利维亚降至一级飓风强度，随即在UTC9月9日0点穿过西经140度线进入中太平洋。风暴继续消退，风眼消失，风速到UTC当天12点已降至一级飓风下限。当天风切变消退，海面温度略有回升，气旋小幅增强，卫星图像再度呈现眼状特征。UTC9月10日0点，奥利维亚的风速提升到每小时140公里并保持12小时，接下来因风切变增强再次减弱。风眼内云层充斥，UTC9月11日六点气旋风速已跌破飓风标准。风切变增长令风暴加速弱化，对流移位至下层中心东侧很远。UTC9月12日6点，奥利维亚的风力时速降至75公里。当天0点风暴已在下层信風气流影响下转向西南偏西并降低移动速度，上层低壓槽当天令气旋继续向正西前进，只是移动速度进一步放缓。UTC9月12日19点10分和19点54分，奥利维亚以持续风速每小时75公里强度先后短暂登陆茂宜島和拉奈島，是有纪录以来第一个登陆两岛的热带气旋。强烈风切变及夏威夷群島的山地令风暴急剧消退，中心的对流迅速剥离。风暴朝西南偏西离开夏威夷群岛，并在UTC9月13日6点降级热带低气压。中心附近对流一度重新发展，气旋在UTC当天18点左右再度升级热带风暴。奥利维亚转向正西，UTC9月14日6点已转为后热带气旋，并在约12小时后消退成低压槽。

## 防灾措施

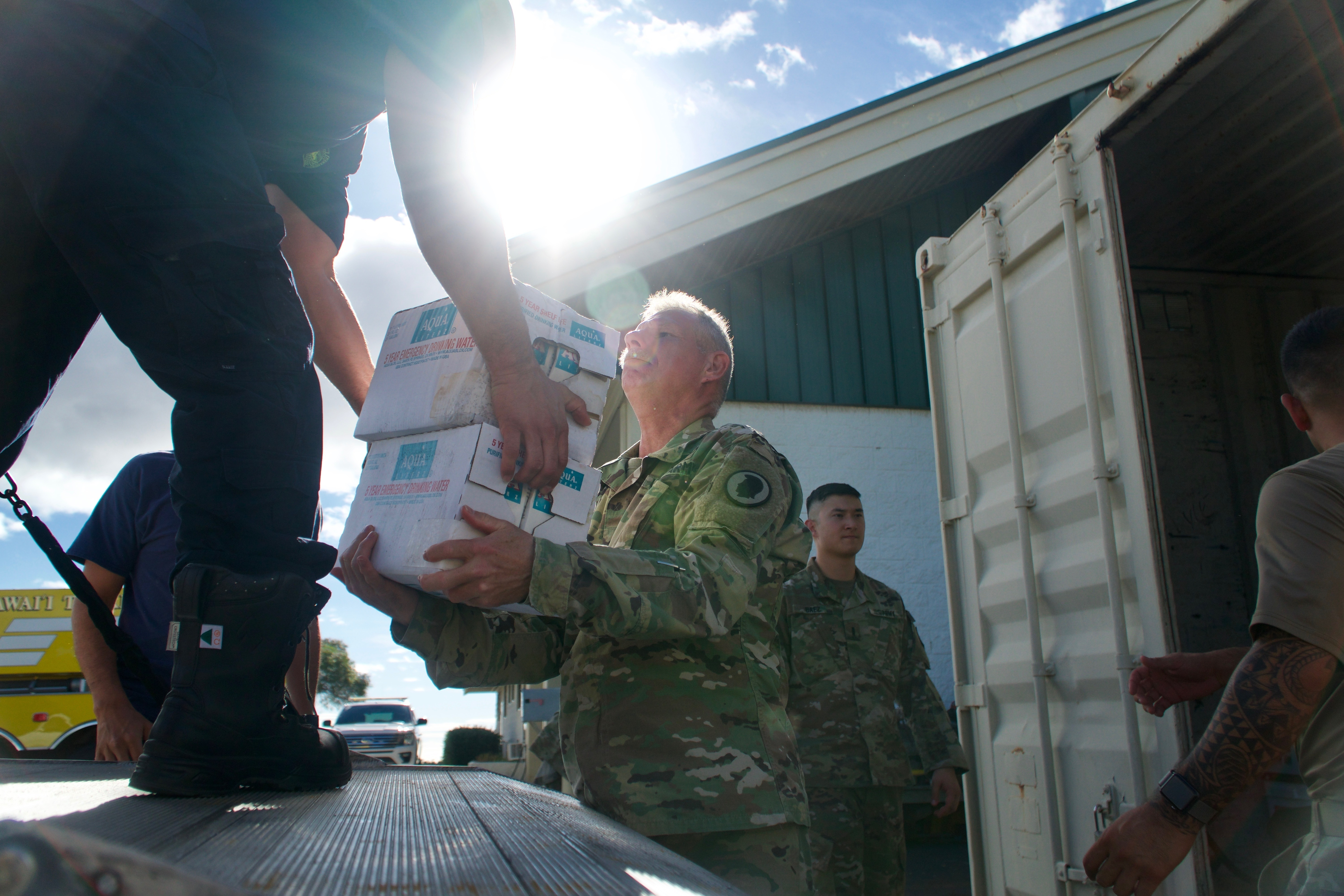
夏威夷州国民警卫队在飓风奥利维亚来袭前运送援助物资

UTC9月10日3点，夏威夷島、毛伊岛、摩洛凱島、拉奈岛、卡胡拉威島、歐胡島收到热带风暴观察预警，绝大多数岛屿在15点前升级热带风暴警告，仅瓦胡岛次日3点升级。考艾岛、尼豪島9月11日3点收到热带风暴观察预警，21点升级热带风暴警告。夏威夷－阿留申时间9月8日8点，美国海岸警卫队在夏威夷岛、毛伊岛、檀香山市县港口启动W级预警，预计风速会在72小时内达到烈风强度。檀香山市县和可爱县港口预警升至X级，预计48小时内达到烈风强度。夏威夷－阿留申时间9月9日8点，夏威夷县和毛伊县均升至Y级预警，预计风速24小时内达到烈风标准。港口启动X级预警开始便施加出入限制，要求游乐船前往安全水域，驳船及其他排水量超180吨的远洋船只仅在获得许可后才能停在港内，否则需离开港口。夏威夷县、毛伊县、檀香山市县港口在夏威夷－阿留申时间9月11日8点升到Z级，预计12小时内会有烈风级风力。三县所有港口禁止通航，直到奥利维亚不再构成威胁。
面对风暴威胁，毛伊县所有政府办事处、学校、法院暂时关闭。聯邦緊急事務管理署驻毛伊岛人员和物资待命，夏威夷州国民警卫队在该岛东面安排军人和卡车驻守，夏威夷航空取消通勤航班，航空公司纷纷免收航班改签费。夏威夷州州长戴维·伊艺要求联邦政府协助搜救、医疗救治与后送、提供庇护住所和发电机。为启用应急灾害基金和管理机制，他在风暴登陆前就宣告夏威夷县、毛伊县、卡拉沃县、可爱县、檀香山市县为灾区。

## 影响与善后

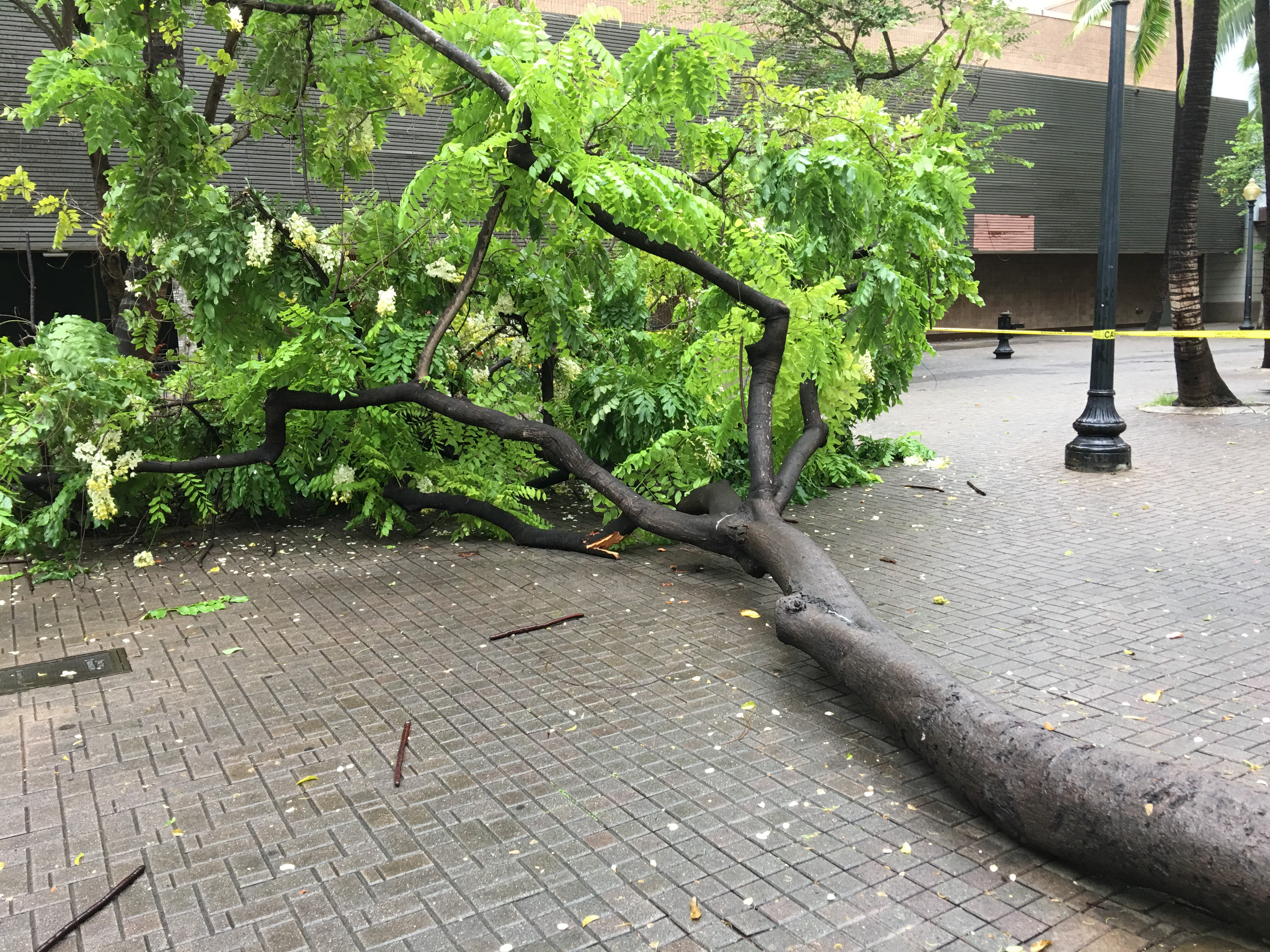
街头倒塌的树木

2018年颶風萊恩在夏威夷州创下高达1500毫米的降水纪录，不到一个月后奥利维亚又以狂风暴雨和大浪冲击该州主要岛屿。9月11至12日，夏威夷岛、毛伊岛、莫洛凯岛、拉奈岛北面和东面海岸沿线浪高2.4至6.1米，同欧胡岛和可爱岛南岸与东岸浪高在同等水平。毛伊县拉奈机场89公里的阵风时速创下新纪录。全州以毛伊岛西威鲁埃基雨量最高，达328毫米，欧胡岛马诺阿·里昂植物园测得262毫米。莫洛凯岛、毛伊岛收到山洪警报。
毛伊岛树木倒塌并发生严重洪灾，6800户居民失去供电。河流水位上涨，拉海納及怀希谷居民转移。洪水将淤泥冲入拉海纳民宅，房屋靠河方向的混凝土墙破裂。毛伊岛汇报65起风灾破坏，部分彻底毁坏。奥利维亚离境后，毛伊岛全境接获清洁用水警报，后在9月18日由褐色用水警报取代，生效范围缩减至怀希至卡互陸伊、火奴科豪至霍奴阿凯地区，建议居民不要接触可能包含化学品、污水、农药、动物尸体等污染源的水体。公园和森林保护区因水灾、土地侵蚀、树木倒塌等因素不向游客开放，树木倒塌还导致哈纳公路众多路段封闭。杂物堵塞火奴鲁阿水渠，当局要求用户在九月下半月节约用水，等待水渠清理和修复。洪水破坏下霍纳皮拉尼路部分路段，侵蚀沿线路肩悬崖，临时维修成本五万美元，全部修复估计耗资十万。2021年1月悬崖临时修复仍未完成，主要采用沙袋和薄板。负责临时维修的火奴拉尼度假公寓与好家伙兄弟公司因违反州卫生与县环境法规被处7.5万美元罚款。
洪水卷走霍诺科豪谷的建筑、车辆、树木。瓦砾堵塞溪流，强劲的水流四处蔓延，至少十余户民房被淹。霍诺科豪溪水位上涨4.6米，淹没溪上桥梁，水流带向下流的瓦砾冲击桥梁根基通向民居的桥梁被毁，经济损失约五千美元。房屋受洪水破坏，供水管道和电话线被毁。风暴期间老妇幸得邻居救援。某户民居积水30厘米深，地板毁于一旦，另有房屋经洪水冲刷地面满是淤泥。洪水卷走房屋或冲断地基，建筑损伤严重只能拆除。洪水把民宅冲到约90米外，风暴过去约一个月后修复仍未开始便遭纵火，共导致约八万美元损失。霍诺科豪谷在风暴过后至少一周没有饮用水，毛伊县工作人员修理供水期间在霍纳皮拉尼公路安放水箱。人们志愿清理风暴留下的的垃圾，方便建筑修复，美國紅十字會协助维修。毛伊岛餐馆向灾民提供上百顿饮食，人们志愿协助清理残骸。替换山谷供水管道估计成本十万美元，风暴期间受损的卡哈纳公路修复所需也在十万美元左右。
飓风莱恩和奥利维亚降下倾盆大雨并引发洪灾，霍诺科豪溪用于向农户和居民区供水的控制门受损，流量降低。2019年春，西毛伊岛山与西毛伊岛保护协会向夏威夷州水务委员会投诉毛伊岛土地与菠萝公司，称该司浪费用水导致水资源短缺，且未维护至关重要的基础设施。州水务委员会同年11月20日裁定投诉成立，要求该司为受损设施更新换代。毛伊岛土地与菠萝公司12月4日宣布开始修复霍诺科豪溪沟渠。项目耗资30到40万美元，2020年5月11日结束。
洪水令东莫洛凯岛仅有的公路无法通行，岛上至少700户停电，学校暂时关闭。9月12日供电恢复，工作人员修好中断线路和受损的电线杆。
檀香山约1140户居民断电。风暴刮掉艾伊納海納某建筑屋顶，卡米哈米哈公路、卡拉尼欧拿欧雷部分路段等公路因洪灾封闭。奥利维亚的降水令努阿努一号大坝水位一夜之间上涨1.2到1.5米，消防员和政府官员设法排水，水坝没有溃坝风险。降水令管道不堪重负，超12万升未经处理的污水流入溪流与檀香山港，该市将两处水体消毒，真空卡车装走至少2930升污水。风暴过去约一周后，马诺阿瀑布山道顶端30米发生山体滑坡，造成树木倒塌，巨石滚落。
据怡安集团统计，奥利维亚在夏威夷州共造成价值2500万美元损失。为提升聯邦緊急事務管理署响应，美国总统唐納·川普宣布夏威夷州为灾区。夏威夷银行为贷款延期、必需品、住房和运输工具维修等救济项目拨款2.5万美元。受飓风莱恩和奥利维亚影响，毛伊岛酒店入住率与2017年9月同期相比平均下跌2.1个百分点，但旅游业还是在十月增长。